# Cardopatium
Cardopatium Juss., 1805 è un genere di piante angiosperme dicotiledoni della famiglia delle Asteraceae.

## Descrizione
Questa gruppo comprende piante erbacee angiosperme dicotiledoni, spinose, robuste e perenni. Nelle radici sono sempre presenti dei condotti resinosi, meno frequenti nelle parti aeree; mentre solamente nelle parti aeree sono presenti delle cellule latticifere.
Le foglie lungo il caule sono disposte in modo alterno. La lamina di tipo pennatosetto è molto spinosa.
Le infiorescenze sono composte da numerosi capolini disposti in piatti corimbi sottesi da alcune brattee spinose. I capolini contengono solo pochi piccoli fiori tubulosi i quali sono ermafroditi (capolini omogami). I capolini sono formati da un involucro a forma più o meno cilindrica composto da brattee (o squame) all'interno delle quali un ricettacolo fa da base ai fiori tutti tubulosi. Le squame dell'involucro, disposte su più serie, molto spinose e con appendici fimbritae, sono posizionate in modo embricato; quelle più interne sono scariose con forme lanceolate. Il ricettacolo a protezione della base dei fiori è densamente setoso per sottili setole fimbriate.
I fiori in genere sono tutti del tipo tubuloso. I fiori sono tetra-ciclici (ossia sono presenti 4 verticilli: calice – corolla – androceo – gineceo) e pentameri (ogni verticillo ha 5 elementi). I fiori sono ermafroditi e actinomorfi.
- Formula fiorale:

- /x K {\displaystyle \infty }, [C (5), A (5)], G 2 (infero), achenio

- Calice: i sepali del calice sono ridotti ad una coroncina di squame.
- Corolla: la corolla, colorata variamente di blu, ha dei piccoli lobi.
- Androceo: gli stami sono 5 con filamenti liberi, distinti, e glabri, mentre le antere sono saldate in un manicotto (o tubo) circondante lo stilo.[7]
- Gineceo: lo stilo è filiforme, corto con all'apice un anello di lunghi peli; gli stigmi dello stilo sono due divergenti e molto corti. L'ovario è infero uniloculare formato da 2 carpelli.

Il frutto è un achenio densamente sericeo (villoso) con un pappo apicale; la forma è obconico-oblunga. Il pericarpo dell'achenio possiede delle sclerificazioni radiali spesso provviste di protuberanze. Il pappo è inserito su una piastra apicale (senza nettario) all'interno di una anello di tessuto parenchimatico. Il pappo è formato da due serie di scaglie fimbriate.

## Biologia
- Impollinazione: l'impollinazione avviene tramite insetti (impollinazione entomogama).
- Riproduzione: la fecondazione avviene fondamentalmente tramite l'impollinazione dei fiori (vedi sopra).
- Dispersione: i semi cadendo a terra (dopo essere stati trasportati per alcuni metri dal vento per merito del pappo – disseminazione anemocora) sono successivamente dispersi soprattutto da insetti tipo formiche (disseminazione mirmecoria).

## Distribuzione
Le specie di questo genere si trovano dal Mediterraneo orientale al Caucaso.

## Tassonomia
La famiglia di appartenenza di questa voce (Asteraceae o Compositae, nomen conservandum) probabilmente originaria del Sud America, è la più numerosa del mondo vegetale, comprende oltre 23.000 specie distribuite su 1.535 generi, oppure 22.750 specie e 1.530 generi secondo altre fonti (una delle checklist più aggiornata elenca fino a 1.679 generi). La famiglia attualmente (2021) è divisa in 16 sottofamiglie.
Il genere Cardopatium appartiene alla sottotribù Cardopatiinae (tribù Cardueae, sottofamiglia Carduoideae).
Il numero cromosomico delle specie di questo genere è: 2n = 36.

### Elenco delle specie
Il genere comprende le seguenti 2 specie:
- Cardopatium amethystinum Spach, 1846
- Cardopatium corymbosum (L.) Pers., 1807

### Specie della flora italiana
In Italia di questo genere è presente la specie Cardopatium corymbosum; si trova su prati aridi e sassosi fino a 1.200 metri di quota dalla Liguria fino al Sud dell'Italia (escluso l'areale del Nord-Est).